# Episodi di Mom (ottava stagione)
L'ottava e ultima stagione della sitcom Mom, composta da 18 episodi, è stata trasmessa in prima visione assoluta negli Stati Uniti da CBS dal 5 novembre 2020 al 13 maggio 2021.
Per questa ultima stagione, in accordo con la rete, si è deciso di posticipare al 13 maggio 2021 il termine della serie con un episodio speciale dalla durata di 30 minuti.
Questa è la prima e unica stagione nella quale Anna Faris non ricopre il ruolo di co-protagonista.
In Italia la stagione è stata trasmessa su Premium Stories dal 13 marzo 2021, ma gli ultimi sei episodi vanno in onda in anteprima su Italia 1, che l'ha trasmessa dal 28 ottobre al 1º novembre 2021.
| nº | Titolo originale                        | Titolo italiano                                   | Prima TV USA     | Prima TV Italia  |
| -- | --------------------------------------- | ------------------------------------------------- | ---------------- | ---------------- |
| 1  | Sex Bucket and the Grammar Police       | Secchiello sessuale e la grammatica non conta     | 5 novembre 2020  | 13 marzo 2021    |
| 2  | Smitten Kitten and a Tiny Boo-Boo Error | Gattina innamorata e un minuscolo errorino        | 12 novembre 2020 | 13 marzo 2021    |
| 3  | Tang and a Safe Space for Everybody     | Tang e uno spazio sicuro per tutti                | 19 novembre 2020 | 20 marzo 2021    |
| 4  | Astronauts and Fat Trimmings            | Astronauti e scarti di grasso                     | 3 dicembre 2020  | 20 marzo 2021    |
| 5  | Sober Wizard and a Woodshop Workshop    | Maga sobria e un laboratorio di falegnameria      | 17 dicembre 2020 | 27 marzo 2021    |
| 6  | Woo-Woo Lights and an Onside Kick       | Lampeggianti e un onside kick                     | 21 gennaio 2021  | 27 marzo 2021    |
| 7  | S'Mores and a Sadness Cocoon            | S'more e un bozzolo di tristezza                  | 11 febbraio 2021 | 3 aprile 2021    |
| 8  | Bloody Stumps and a Chemical Smell      | Moncone sanguinante e una puzza chimica           | 18 febbraio 2021 | 3 aprile 2021    |
| 9  | Whip-Its and Emotionally Attuned Babies | Gas esilarante e bambini in sintonia emotiva      | 25 febbraio 2021 | 10 aprile 2021   |
| 10 | Illegal Eels and the Cantaloupe Man     | Anguille illegali e il tizio dei cantalupo        | 4 marzo 2021     | 10 aprile 2021   |
| 11 | Strutting Peacock and Father O'Leary    | Pavone impettito e padre O'Leary                  | 11 marzo 2021    | 23 ottobre 2021  |
| 12 | Tiny Dancer and an Impromptu Picnic     | Tiny Dancer e un picnic improvvisato              | 1º aprile 2021   | 23 ottobre 2021  |
| 13 | Klondike-Five and a Secret Family       | Klondike-5 e una famiglia segreta                 | 8 aprile 2021    | 28 ottobre 2021  |
| 14 | Endorphins and a Toasty Tushy           | Endorfine e un sedere braciere                    | 15 aprile 2021   | 28 ottobre 2021  |
| 15 | Vinyl Flooring and a Cartoon Bear       | Pavimenti in vinile e un orso dei cartoni animati | 22 aprile 2021   | 29 ottobre 2021  |
| 16 | Scooby-Doo Checks and Salisbury Steak   | Assegni con Scooby-Doo e salisbury steak          | 29 aprile 2021   | 29 ottobre 2021  |
| 17 | A Community Hero and a Wide Turn        | Un'eroina della comunità e una curva larga        | 6 maggio 2021    | 1º novembre 2021 |
| 18 | My Kinda People and the Big To-Do       | Il mio tipo e le cose in grande                   | 13 maggio 2021   | 1º novembre 2021 |

## Secchiello sessuale e la grammatica non conta
- Diretto da: James Widdoes
- Storia di: Gemma Baker, Anne Flett-Giordano e Chelsea Myers
- Sceneggiatura di: Alissa Neubauer, Adam Chase e Ilana Wernick

### Trama
Con Christy partita per la scuola di specializzazione in legge, le altre AA (Alcoliste Anonime) organizzano, in casa di Bonnie un pigiama party a sorpresa per il compleanno di Tammy. Tra i vari giochi, come il secchiello sessuale che consiste nel dire il proprio sogno sessuale in un secchiello e Bonnie che continua a ripetere che la grammatica non conta, le donne finiscono a prendersi a cuscinate rischiando di degenerare. Tammy accetta di mettersi in contatto col padre che la chiama dalla prigione.

## Gattina innamorata e un minuscolo errorino
- Diretto da: James Widdoes
- Storia di: Alissa Neubauer, Adam Chase e Chelsea Myers
- Sceneggiatura di: Gemma Baker, Ilana Wernick e Anne Flett-Giordano

### Trama
Gary, che viene da Chicago, è il nuovo fidanzato di Marjorie che si definisce una gattina innamorata. Ma lui critica tutto e tutti con una certa arroganza, non senza disappunti. Intanto Jill commette un "minuscolo errorino", donando ad una scuola per ragazze in difficoltà cinquantamila dollari invece di cinquecento. Tenterà di farsi ridare la cifra in più con dispiacere della direttrice.

## Tang e uno spazio sicuro per tutti
- Diretto da: James Widdoes
- Storia di: Nick Bakay, Sheldon Bull e Chandra Thomas
- Sceneggiatura di: Warren Bell, Susan McMartin e Britté Anchor

### Trama
Bonnie è l'unica che rimane sorpresa quando vede all'incontro Rod Knaughton della band Sachet negli anni 80. Rod non la riconosce subito con disappunto di lei che, però, diviene il suo "sponsor" nonostante scopre che vive con la madre che offre a lei e a Jill la bevanda Tang in una casa che, dopo aver visto l'arredamento, sembra uno spazio sicuro per tutti, come dice Marjorie del luogo dove fanno gli incontri delle AA. Tammy vorrebbe apportare modifiche all'appartamento di Bonnie per agevolare Adam, ma il regolamento lo vieta.

## Astronauti e scarti di grasso
- Diretto da: James Widdoes
- Storia di: Susan McMartin, Britté Anchor e Chandra Thomas
- Sceneggiatura di:Nick Bakay, Warren Bell e Sheldon Bull

### Trama
Bonnie e Adam sono a cena da Jill a Andy che stanno attraversando un periodo difficile. Bonnie e Adam provano ad aiutarli, ma Andy, mentre scarta il grasso dal resto della carne, decide di volersi prendere una pausa. Tammy, a cui Marjorie ricorda di quanto le cose fossero arretrate nel 1959 nonostante gli astronauti, avvia una nuova attività da cibo da strada per lo chef Rudy recentemente licenziato.

## Maga sobria e un laboratorio di falegnameria
- Diretto da: James Widdoes
- Storia di: Warren Bell, Ilana Wernick e Anne Flett-Giordano
- Sceneggiatura di: Gemma Baker, Alissa Neubauer e Adam Chase

### Trama
Adam vuole andare a sciare nonostante le preoccupazioni di Bonnie che snobba i consigli da "maga sobria" di Marjorie, ma viene rassicurata dal defunto marito Alvin, apparso in sogno. Jill aiuta Tammy nella scuola per ragazze adolescenti a cui aveva donato soldi, ma mentre Tammy tenta di farle lavorare in un laboratorio di falegnameria, loro preferiscono ascoltare e commentare la storia di Jill e Andy.

## Lampeggiante e un onside kick
- Diretto da: James Widdoes
- Storia di: Warren Bell, Sheldon Bull e Nadiya Chettiar
- Sceneggiatura di: Nick Bakay, Susan McMartin e Britté Anchor

### Trama
Bonnie chiede ad Adam cosa ha detto Andy mentre guardavano la partita, ma lui parla solo del fantastico onside kick che ha visto durante questa, facendo infuriare Bonnie. Jill sospetta che Andy abbia una relazione con la collega poliziotta e coinvolge prima Bonnie, poi Tammy e Wendy, nel pedinamento della "macchina col lampeggiante". Ma lui le scopre e, seppure non la stia tradendo, decide di porre fine alla loro relazione.

## S'more e un bozzolo di tristezza
- Diretto da: James Widdoes
- Storia di: Gemma Baker, Ilana Wernick e Chandra Thomas
- Sceneggiatura di: Warren Bell, Alissa Neubauer e Adam Chase

### Trama
Adam ha preso in prestito un camper da un amico per il disappunto di Bonnie, ma quando lei sembra apprezzarlo, anche grazie ai "s'more", lui le dice che l'ha comprato facendola infuriare di nuovo perché non l'ha consultata. Dopo una settimana di dispetti, lui si scusa e i due fanno pace. Jill afferma di essere uscita dal bozzolo di tristezza, ma quando scopre che il fido e paterno dentista va in pensione si rattrista di nuovo.

## Moncone sanguinante e una puzza chimica
- Diretto da: James Widdoes
- Storia di: Nick Bakay, Susan McMartin e Britté Anchor
- Sceneggiatura di: Sheldon Bull, Anne Flett-Giordano e Nadiya Chettiar

### Trama
Bonnie è convinta che Christy non tornerà, così si inventa continuamente nuovi hobby per la camera da letto della figlia. Adam e il terapista Trevor, a cui regala un paralume che lui brucia emanando puzza chimica, cercano di confortarla. Tammy, esasperata dalla convivenza con Marjorie, va all'incontro da Al-Anon con Adam, che paragona la sua relazione con Bonnie a un ventilatore da fermare con la mano lasciando un moncone sanguinante, risolvendo la divergenza con Marjorie. Jill pare veda di buon occhio il terapista Trevor.

## Gas esilarante e bambini in sintonia emotiva
- Diretto da: James Widdoes
- Storia di: Warren Bell, Adam Chase e Chelsea Myers
- Sceneggiatura di: Gemma Baker, Alissa Neubauer e Ilana Wernick

### Trama
Jill incontra Trevor in un negozio di frullati e i due si fermano a parlare per un po'. Jill confida a Marjorie che vorrebbe uscire con Trevor, pensando che avrebbero creato bambini in sintonia emotiva, e Trevor racconta i suoi sentimenti per Jill alla sua "terapeuta", in realtà sua paziente. A tutti e due viene detto che non possono frequentarsi perché Trevor è il terapeuta di un'amica di Jill. Intanto Bonnie crea alcuni "mocktail", ovvero cocktail analcolici, per il bar da far provare a Adam e Tammy che, vedendo la panna spruzzata, ricorda un episodio con il gas esilarante. Bonnie, preparando un "mocktail" a casa, si rende conto che è molto simile a quando preparava veri cocktail.

## Anguille illegali e il tizio del cantalupo
- Diretto da: James Widdoes
- Storia di: Susan McMartin, Ilana Wernick e Britté Anchor
- Sceneggiatura di: Alissa Neubauer, Adam Chase e Sheldon Bull

### Trama
In ospedale, Bonnie, Jill, Marjorie e Tammy si iscrivono per donare sangue e intanto vedono Wendy baciare un medico. Tornate al Pronto soccorso perché Marjorie è caduta infortunandosi al polso mentre leggeva al cellulare che il suo Gary l'ha lasciata, scoprono con sorpresa che il medico è un chirurgo di nome Armand ed è sposato. Rimarranno ancora più sorprese quando scoprono che Wendy lo sapeva. San Valentino: Adam porta Bonnie, che racconta che era finita in prigione per la vendita di anguille illegali, in un ristorante di lusso, dopodiché si unisce a loro jill, che aveva comprato lì il cibo, Tammy e Marjorie, per la tristezza di quest'ultima, e Wendy, il cui medico sta a casa con la moglie. Il giorno dopo all'incontro, Marjorie ha un appuntamento con il tizio del cantalupo e Wendy piange, consolata da Bonnie, per la perdita del medico.

## Pavone impettito e padre O'Leary
- Diretto da: Rebecca Ancheta Blum
- Storia di: Sheldon Bull, Susan McMartin e Britté Anchor
- Sceneggiatura di: Nick Bakay, Anne Flett-Giordano e Nadiya Chettiar

### Trama
Adam parla a una riunione tra Al-Anon e AA, tanto da sentirsi come padre O'Leary, e finisce per fare amicizia con Rod che non ha mai avuto un vero amico, con disappunto di Bonnie che non vede di buon occhio questa amicizia. Lo presenterà a Marjorie, sperando che diventi lo sponsor di lui. Jill detesta Rod perché lo vede come un pavone impettito, ma poi se lo ritrova dappertutto e finisce per andarci a letto in un appartamento, per poi ignorarlo.

## Tiny Dancer e un picnic improvvisato
- Diretto da: Nick Bakay
- Storia di: Nick Bakay, Sheldon Bull e Chelsea Myers
- Sceneggiatura di: Susan McMartin, Britté Anchor e Nadiya Chettiar

### Trama
Bonnie organizza un picnic improvvisato ed erotico per Adam nel salotto, ma lui piomba a casa a la trascina a vedere un cartellone pubblicitario di vent'anni fa di un locale per spogliarelliste con l'immagine di Christie. Una Bonnie infuriata si rivolge al proprietario del locale che, ascoltando una canzone di allora (Tiny Dancer), la fa mettere alla porta. Allora lei decide di agire, nonostante gli avvertimenti di Marjorie, che ha un gatto con problemi diabetici, ma poi, con le altre donne, la aiuta a imbrattare il cartellone pubblicitario.

## Klondike-5 e una famiglia segreta
- Diretto da: James Widdoes
- Storia di: Adam Chase, Susan McMartin & Anne Flett-Giordano
- Sceneggiatura di: Nick Bakay, Warren Bell & Robyn Morrison

### Trama
Bonnie trova, dietro a un cassetto di mutande che non si chiude, un quaderno con un elenco di donne con le quali Adam dovrebbe fare ammenda. Così lei lo spinge a chiamarle al telefono, su consiglio di Marjorie alla quale aveva detto con la battuta Klondike-5 che era un metodo antico, ma la prima donna, Ashley, è deceduta sei mesi fa. Tammy prova anche lei a fare ammenda presso il ristorante che ha rapinato, ma lo strambo direttore sembra non capire. Ci ritornerà per cenare con le amiche. Adam è depresso e Bonnie gli chiede se con Ashley aveva una famiglia segreta, ma lui se ne va in camper e viene arrestato per aver scatenato una rissa in un locale. Chiama Marjorie che lo va a riprendere, poi lui e Bonnie vanno a trovare Ashley al cimitero.

## Endorfine e un sedere braciere
- Diretto da: James Widdoes
- Storia di: Alissa Neubauer, Sheldon Bull e Britté Anchor
- Sceneggiatura di: Gemma Baker, Ilana Wernick, Nadiya Chettiar & Matthew McGeehan

### Trama
Tammy ha bisogno di un pick-up per il suo lavoro in continua crescita e Bonnie l'accompagna a comprarlo. Pagato in contante, mentre porta in giro le amiche, con Marjorie che apprezza i sedili riscaldati dicendo che ha il sedere che sembra un braciere, Bonnie diventa invidiosa del successo dell'amica. Intanto Jill, che dopo danza si sente come sotto endorfine, coinvolge Wendy a ballare anche se risulta un disastro. Ma per Wendy l'importante è divertirsi, così con Jill fanno un corso di terracotta, che Jill aveva lasciato perché era un disastro. Jill si rende conto che è stata sempre troppo perfetta così va da Andy per regalarle un vaso fatto da lei che non è perfetto come la loro relazione. Tammy e Bonnie si mettono in società.

## Pavimenti in vinile e un orso dei cartoni animati
- Diretto da: James Widdoes
- Storia di: Gemma Baker, Alissa Neubauer e Sheldon Bull
- Sceneggiatura di: Ilana Wernick, Britté Anchor, Nadiya Chettiar e Alexandra Melnick

### Trama
Bonnie e Tammy iniziano la loro società chiamata PlunketDorf, ma il modo di gonfiare la verità fino a mentire di Bonnie per trovare clienti mette a disagio Tammy a cui viene l'orticaria da sembare un orso dei cartoni animati. Così racconta la verità al loro primo cliente, che voleva un pavimento in vinile, e questo le licenzia. Bonnie e Tammy così finiscono per ignorarsi, ci penseranno Marjorie con Bonnie e Adam con Tammy a rimettere le cose a posto. Intanto Jill decide di rinunciare agli zuccheri, ma scopre presto che "niente zucchero uguale seni più piccoli" non fa per lei.

## Assegni con Scooby-Doo e salisbury steak
- Diretto da: James Widdoes
- Storia di: Nick Bakay, Warren Bell, Susan McMartin e Chandra Thomas
- Sceneggiatura di: Adam Chase, Anne Flett-Giordano e Emlyn Crenshaw

### Trama
Bonnie è irritata da Adam che non apprezza baciarla e scopre anche che, da alcune piccole cose, come il cibarsi di salisbury steak o la statua di mago tornata al suo posto, che il suo terapeuta Trevor vuole rimettersi con l'ex moglie, così tenta di dissuaderlo facendolo telefonare con un'altra donna. Tammy festeggia il suo terzo compleanno da sobria senza Bonnie e senza Jill che deve prendere un regalo per Tammy da una cassetta di sicurezza incontrando Andy che è lì per avere degli assegni, magari con l'immagine di Scooby-Doo. I due rimangono bloccati in banca, con Andy poliziotto fuori servizio, per una rapina e i due si rimettono insieme.

## Un'eroina della comunità e una curva larga
- Diretto da: James Widdoes
- Storia di: Gemma Baker, Alissa Neubauer, Ilana Wernick e Anne Flett-Giordano
- Sceneggiatura di: Sheldon Bull, Britté Anchor e Nadiya Chettiar

### Trama
Marjorie viene premiata come "eroina della comunità" e crede che sia stata nominata da Bonnie che nega, quindi le chiede di fare il discorso di introduzione. Le donne arrivano al gala tutte eleganti su una limousine guidata da un autista avvenente cui Tammy ha molta simpatia, ma Jill non si sente bene, scoprirà di essere incinta e le donne si precipitano in bagno ad aiutarla. È quello che farà cambiare l'introduzione ironica di Bonnie per Marjorie con una seria e profonda. Sarà presente anche Jerry, il figlio di Marjorie, è lui che l'ha nominata per il premio. Al ritorno, tutti insieme in limousine si lamentano per la curva larga dell'autista che ha lasciato la guida a Tammy.

## Il mio tipo e le cose in grande
- Diretto da: James Widdoes
- Scritto da: Chuck Lorre, Nick Bakay, Gemma Baker & Warren Bell

### Trama
In un incontro AA, arriva la nuova alcolista Shannon che crede di non farcela ed esce sotto la pioggia, inseguita da Bonnie. Poi al bistrot con le altre, Shannon si rende conto che la sua storia non è originale. A casa, Adam confessa a Bonnie che ha una "macchia" nei polmoni che potrebbe essere un cancro. Bonnie chiama Marjorie per parlare della cosa, ma chiama Shannon che sta litigando con la madre tossicodipendente Jolene e Bonnie pensa sia il suo tipo, poi la chiama Jill per dirgli che si sposa con Andy, facendo le cose in grande. Il giorno dopo, Adam, dal dottore, scopre che il cancro è curabile, poi tutti al matrimonio di Jill e Andy che ha in custodia proprio Shannon e Jolene. Alla fine tutti sono alla riunione dove Bonnie parla dicendo come è cambiata la sua vita negli ultimi otto anni, che pensa prima alle altre persone e che è un'alcolizzata riconoscente. Ultima scena: Wendy chiede chi altro vuole condividere.